# Idrottsmärke
Idrottsmärke är ett utmärkelsetecken som erhölls vid avläggandet av vissa kontrollerade idrottsprov.
I Sverige märks:
- Riksidrottsförbundets idrottsmärke, instiftat 1907 för män och 1916 för kvinnor, senare flera gånger reviderat. Finns i brons, silver och guld, för prov i ett flertal grenar under kontroll av två av distriktsstyrelsen godkända kontrollanter.[1]
- Skolidrottsmärket, instiftat 1919 för pojkar och 1923 för flickor, finns i järn, brons, silver och guld. Skånes gymnastikförbund tog 1930 fram ett eget skolidrottsmärke, där simprov inte ingick.[2]
- Skidlöparmärket, instiftat 1916 för män, 1921 för kvinnor och 1923 för ungdom
- Skridskomärket instiftat 1928
- Cykelmärket instiftat 1926
- Simmärken, äldst kandidatmärket från 1907 (ändrat flera gånger), varpå magistermärket i järn, brons silver och guld följde 1932.
- Paddlarmärket instiftat 1918
- Fäktarmärket instiftat 1932
- Militära idrottsmärket, instiftat 1914 och sedan 1941 kallat Fältidrottsmärket
- Landstormens idrottsmärke, instiftat 1918

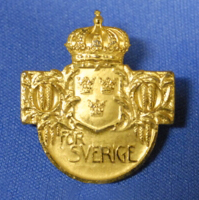
Riksidrottsförbundets idrottsmärke, män i guld
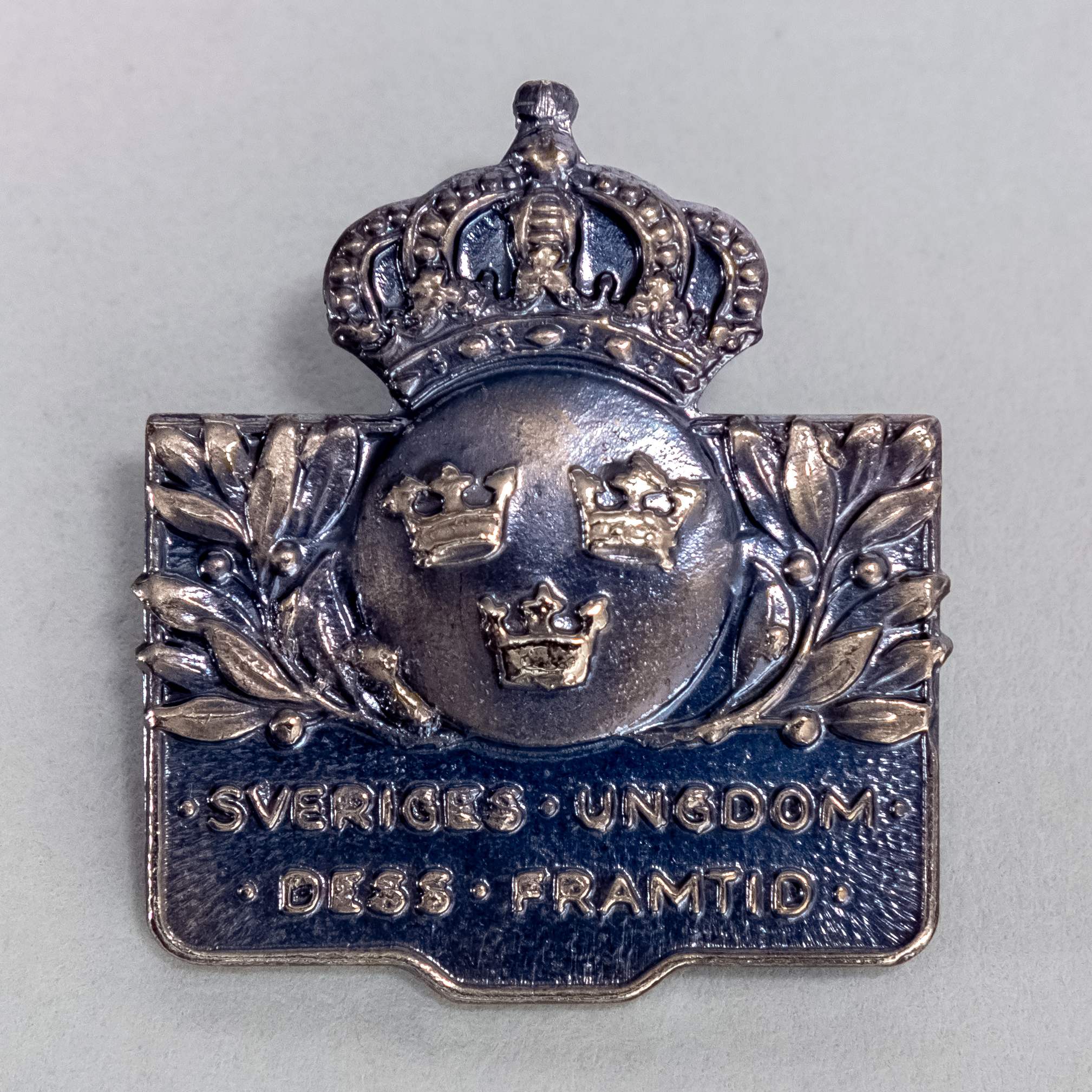
Skolidrottsmärket i järn
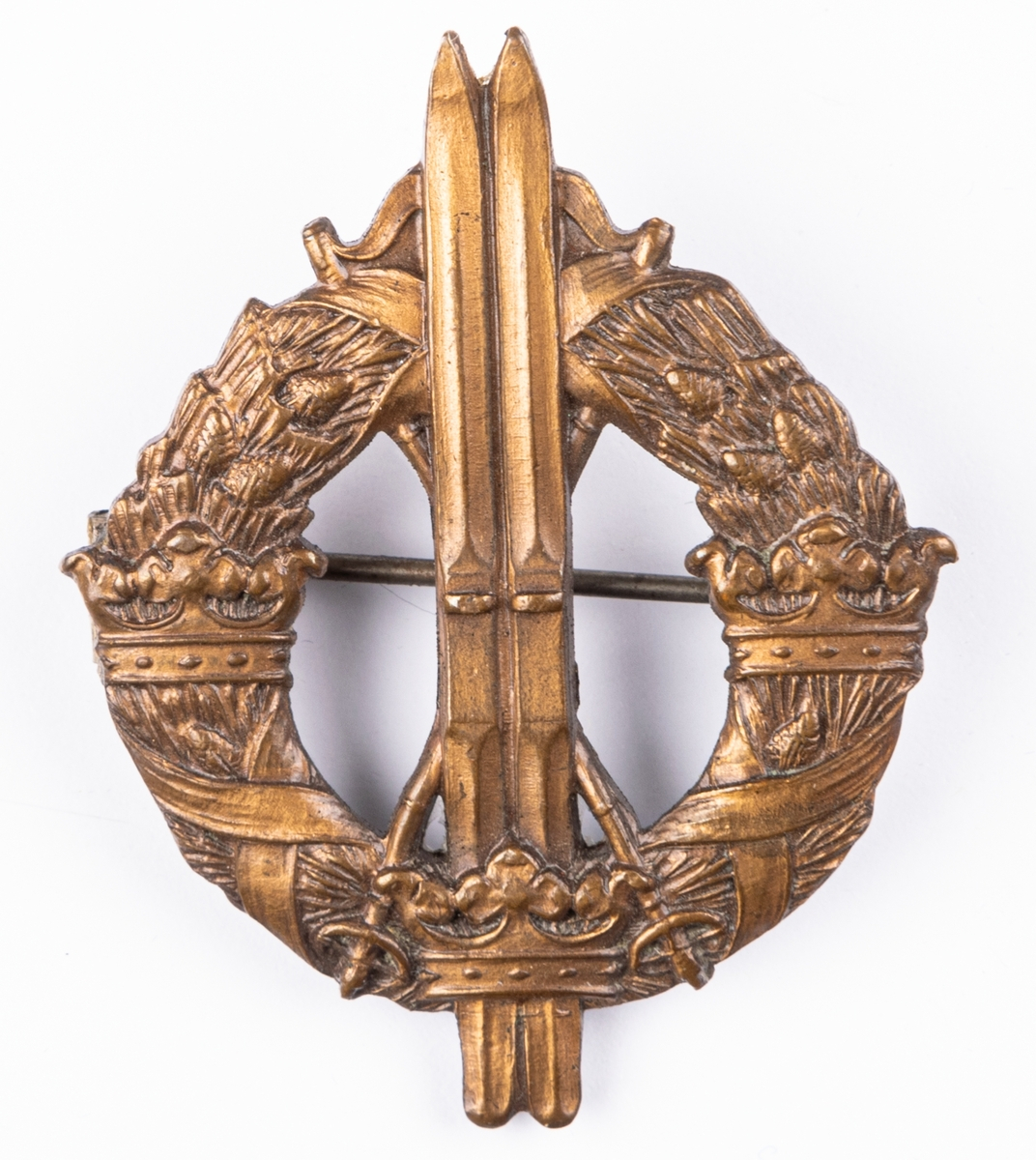
Skidlöparmärket i brons
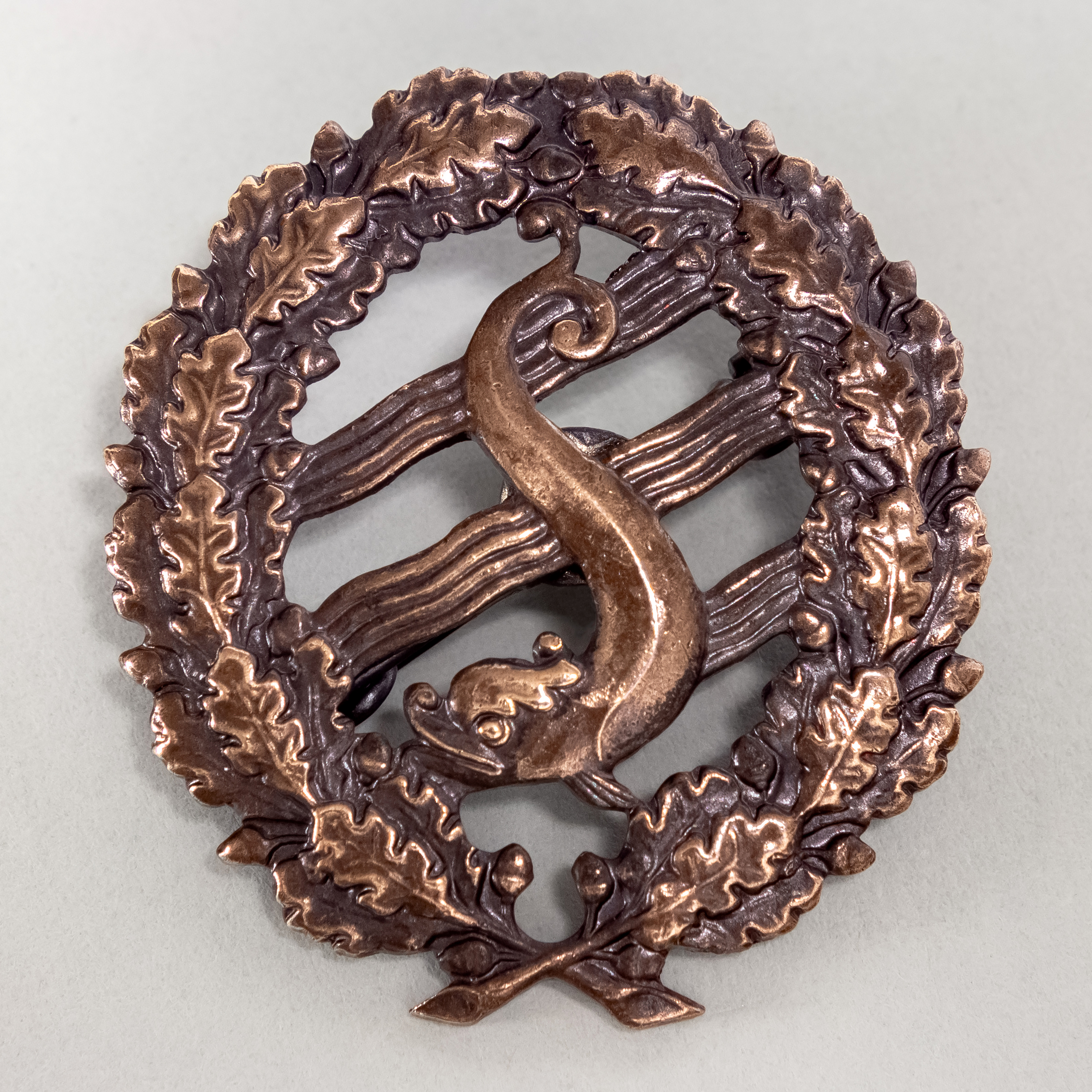
Magistermärket i brons
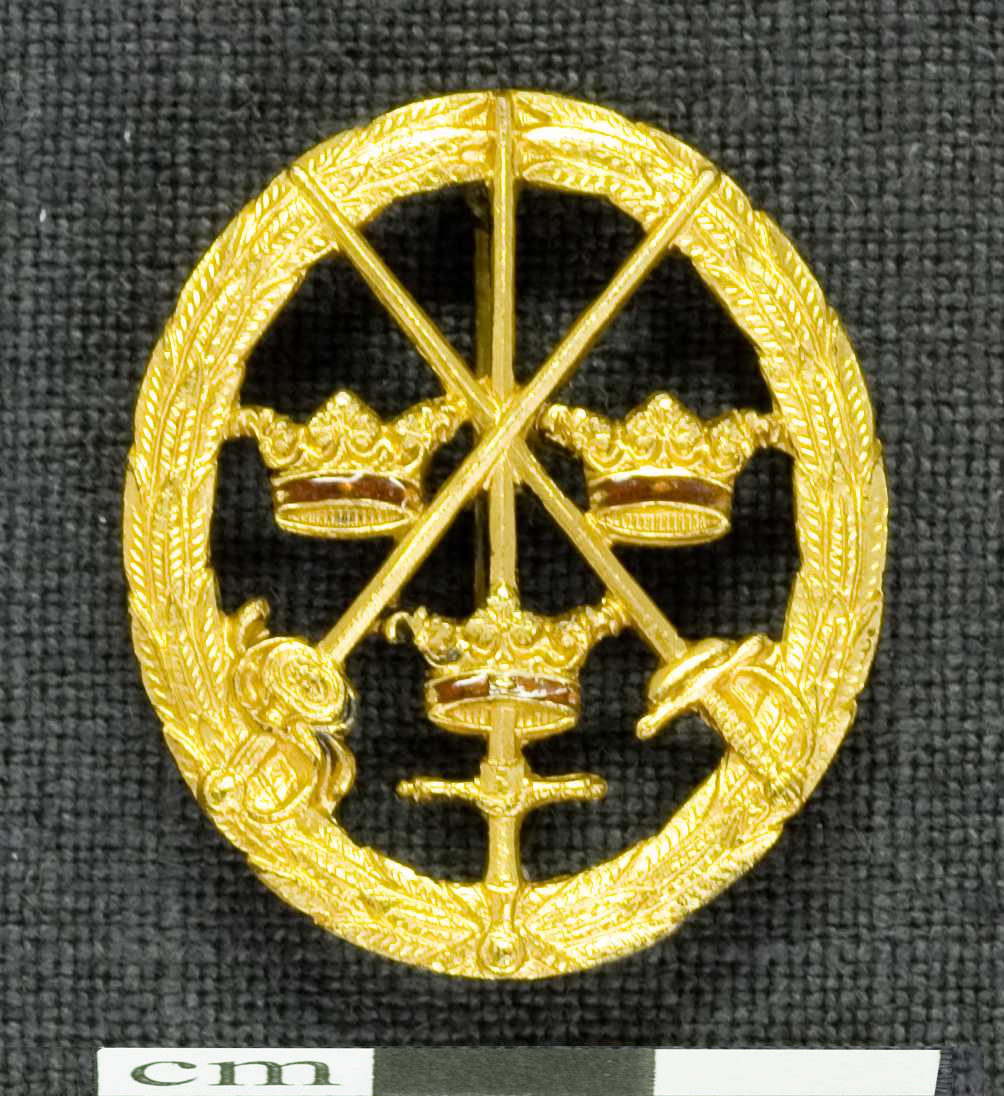
Fäktarmärket i guld